# Кубок Португалии по волейболу среди женщин
Кубок Португалии по волейболу среди женщин — ежегодное соревнование женских волейбольных команд Португалии. Проводится с 1973 года.

## Формула соревнований
Соревнования проходят по системе плей-офф («осень-весна»). Победители полуфинальных матчей в финале определяют обладателя Кубка. В финале розыгрыша 2024/25 «Спортинг» (Лиссабон) победил «Виторию» (Гимарайнш) 3:0.

## Победители
| - 1973 «Бенфика» Лиссабон - 1974 «Бенфика» Лиссабон - 1975 «Лейшойнш» Матозиньюш - 1976 «Лейшойнш» Матозиньюш - 1977 «Лейшойнш» Матозиньюш - 1978 «Лейшойнш» Матозиньюш - 1979 «Лейшойнш» Матозиньюш - 1980 «Лейшойнш» Матозиньюш - 1981 «Университариу ду Порту» Порту - 1982 «Атлетику» Лиссабон - 1983 «Атлетику» Лиссабон - 1984 «Атлетику» Лиссабон - 1985 «Спортинг» Лиссабон - 1986 «Спортинг» Лиссабон - 1987 «Боавишта» Порту - 1988 «Боавишта» Порту - 1989 «Лейшойнш» Матозиньюш - 1990 «Эштрелаш да Авенида» Лиссабон - 1991 «Лейшойнш» Матозиньюш - 1992 «Боавишта» Порту - 1993 «Боавишта» Порту - 1994 «Боавишта» Порту - 1995 «Боавишта» Порту - 1996 «Каштелу да Майа» Майа - 1997 «Каштелу да Майа» Майа - 1998 «Каштелу да Майа» Майа - 1999 «Каштелу да Майа» Майа | - 2000 «Каштелу да Майа» Майа - 2001 «Боавишта» Порту - 2002 «Каштелу да Майа» Майа - 2003 «Каштелу да Майа» Майа - 2004 «Каштелу да Майа» Майа - 2005 «КА Трофа» - 2006 «КА Трофа» - 2007 «КА Трофа» - 2008 «Мадейра» Фуншал - 2009 «Рибейренше» Лажиш-ду-Пику - 2010 «КА Трофа» - 2011 «Рибейренше» Лажиш-ду-Пику - 2012 «Рибейренше» Лажиш-ду-Пику - 2013 «Рибейренше» Лажиш-ду-Пику - 2014 «Колежиу Росариу» Порту - 2015 «Порту» - 2016 «Атлетику-Фамаликан» Вила-Нова-ди-Фамаликан - 2017 «Атлетику-Фамаликан» Вила-Нова-ди-Фамаликан - 2018 «Атлетику-Фамаликан» Вила-Нова-ди-Фамаликан - 2019 «Академия Жозе Морейра» Порту - 2020 «Академия Жозе Морейра» Порту - 2021 «Лейшойнш» Матозиньюш - 2022 «Лейшойнш» Матозиньюш - 2023 «Спортинг» Лиссабон - 2024 «Бенфика» Лиссабон - 2025 «Спортинг» Лиссабон |